# فرودگاه بابو
فرودگاه بابو (به انگلیسی: Babo Airport) (به زبان بومی: Bandar Udara Babo) یک فرودگاه با کد یاتا BXB است که یک باند فرود آسفالت دارد. این فرودگاه در کشور اندونزی قرار دارد .